# Venustaconcha
Venustaconcha је род слатководних шкољки, мекушаца из породице Unionidae.

## Врсте
Врсте у оквиру рода Venustaconcha:
- Venustaconcha ellipsiformis
- Venustaconcha pleasii